# Вихбурга Баварска
Вихбурга Баварска (на немски: Wichburg von Bayern; Wigburg, † след 980) от род Луитполдинги, е германска благородничка.

## Произход
Тя е дъщеря на херцог Еберхард Баварски († 940) и съпругата му Луитгарда (920 – 960), дъщеря на лотарингския пфалцграф Вигерих от Вердюн. Нейният брат Вигфрид е от 959 до 983 г. епископ на Вердюн. По майчина линия е втора братовчедка на император Хайнрих II

## Фамилия
Първи брак: с граф Пилгрим от род Пилгримиди.
Втори брак: с баварския пфалцграф Хартвиг I († 16 юни 985) от род Арибони.
Вихбурга е майка на:
- Адала († сл. 1020), ∞ I.: пфалцграф Арибо I († сл. 1000) от род Арибони, II.: граф Енгелберт III фон Химгау († 1020) от род Зигхардинги

- Арибо († 1027)
- Епо (Еберхард, Еброхард), граф в Изенгау
- Хартвиг († 1023), 991 – 1023 архиепископ на Залцбург
- Егилолф (?), духовник
- Вихбурга († 1020/1030), ∞ граф Отвин в Пустертал († 1019)